# Когугвон
Когугвон (кор. 고국원, 故國原, Gogugwon, Kogugwŏn; пом. 371) — корейський ван, шістнадцятий правитель держави Когурьо періоду Трьох держав. Протягом більшості часу вів запеклі війни з сусідами, що завершилися його загибеллю.

## Життєпис
Син тхевана Мічхона та пані Чу. Дата народження невідома. 314 року оголошений спадкоємцем трону, можливо народився за декілька років до того. Посів трон після смерті батька у 331 році.
Продовжив політику розширення володіння на північ, намагаючись захопити Ляодунський півострів. 334 року зміцнив замок Пхеньян. 335 року заклав замок Сіньон на півострові Ляонін). Тут стикнувся з племенами сяньбі на чолі із родом Мужун, який у 337 році утворив державу Рання Янь. 338 року Когугвон надав притулок племені дуаньців, які зазнали поразки від Ши Ху, імператора Пізня Чжао. У 339 році уклав з останнім союз проти Ранньої Янь.
Невдовзі почалася війна Ранньої Янь з Когурьо. У 342 році імператор Мужун Хуан на чолі 40 тис. вояків атакував Когурьо через південну дорогу (від Сінцзіна до гирла Феурцзяна, Сінькай до Тунгоу), яка погано охоронялася і була важка, але дозволяла обійти когурьоську фортецю Хвандо. Інша янська армія в 15 тис. вояків. Когугвон, допустив помилку, вважаючи, що основні сили ворога рушать північчю. Тому відправив брата Му на чолі із 50 тис. вояків на північний шлях. Сам тхеван з невеликим військом став на південному боці. Несподівана атака на півдні призвела до швидкої поразки Когугвона при Муді (木 底), який втік до Хвандо, а потім до Танунгока. Втім північна когурьоська армія перемогла супротивника на півночі й змогла організувати захист інших земель Когурьо. В результаті імператор Ранньої Янь відступив у свої землі, перед тим захопивши в столиці Куннесон матір, наложниць та труп батька Когугвона. Останній зміг їх повернути лише через 13 років (після дипломатичних й військових спроб у 343, 345, 349, 355 роках).
Тимчасовою столицею тхеван обрав Пхеньян. Але згодом повернувся до Куннесона. Надалі зберігав мирні стосунки з Ранньою Янь, яка перемістила свою зовнішню політику до Китаю.
Разом з тим Когугвон намагався розширити володіння, підкоривши південь Корейського півострова. В цих намагання зіштовхнувся з державою Пекче. 369 року на чолі 20-тисячного війська виступив проти цього царства, але зазнав поразки від пекчеського принца Кингусу.
370 року, не бажаючи ускладнень з державою Рання Цінь, тхеван видав їй Мужун Піна, регента й фактично правителя Ранньої Янь, що втік після поразки до Когурьо. В цей час Пекче перейшло у наступ. 371 року під час битви біля Пхеньяну та його облоги когурьоський тхеван знову зазнав поразки й загинув від стріли. Йому спадкував старший син Сосурім.

## Родина
- Сосурім (д/н—384) — 17-й тхеван Когурьо
- Когугян (д/н—391) — 18-й тхеван Когурьо